# Miguel Bianconi
Miguel Antônio Bianconi Kohl (* 14. Mai 1992 in São Paulo), auch bekannt als Miguel Bianconi, ist ein brasilianisch-italienischer Fußballspieler.

## Karriere
Miguel Bianconi erlernte das Fußballspielen in der Jugend von Palmeiras São Paulo im brasilianischen São Paulo. Als Jugendspieler kam er 2011 in der ersten Mannschaft und 2013 in der zweiten Mannschaft zum Einsatz. Von August 2011 bis Dezember 2012 wurde er an den Comercial FC nach Ribeirão Preto ausgeliehen. Ende März 2013 wurde er eine Spielzeit an den südkoreanischen Zweitligisten Chungju Hummel FC ausgeliehen. Für das Fußballfranchise aus Chungju bestritt er acht Ligaspiele. Nach seiner Rückkehr wechselte er von der Jugend in die erste Mannschaft von Palmeiras. 2014 spielte er mit Palmeiras einmal in der Série A. Von Juli 2014 bis November 2014 wurde er an den AA Ponte Preta nach Campinas verliehen. Der Bonsucesso FC lieh ihn von Februar 2015 bis Anfang Mai 2015 aus. Die komplette Saison 2016 spielte er ebenfalls auf Leihbasis beim japanischen Zweitligisten Kamatamare Sanuki. Für den Verein aus Takamatsu bestritt er 18 Zweitligaspiele. Nach Vertragsende bei Palmeiras unterschrieb er im Januar 2017 einen Vertrag beim Mogi Mirim EC in Mogi Mirim. Nach einem halben Jahr zog es ihn nach Europa. Hier unterschrieb er in Rumänien einen Vertrag beim Erstligisten ACS Poli Timișoara. Nach einem halben Jahr kehrte er nach Brasilien zurück. Hier schloss er sich dem CA Bragantino aus Bragança Paulista bis Ende April 2018 an. Ende August 2018 ging er wieder nach Europa. In Griechenland spielte er bis Juni 2022 für AO Platanias, PAS Lamia, Levadiakos und Anagennisi Karditsa. Die Saison 2018/19 wurde er Torschützenkönig der dritten griechischen Liga. Am 1. Juli 2022 wechselte er nach Bolivien, wo er einen Vertrag beim Club Jorge Wilstermann in Cochabamba unterschrieb. Für den Erstligisten bestritt er 26 Ligaspiele. Im September 2023 wechselte er wieder nach Griechenland. Hier stand er bis Jahresende beim Zweitligisten Makedonikos Neapolis unter Vertrag. Chiangrai United, ein Erstligist aus Thailand, nahm ihn Ende Januar 2024 unter Vertrag. Für den Verein aus Chiangrai bestritt er zehn Ligaspiele. Im Sommer 2024 wurde sein Vertrag nicht verlängert.

## Auszeichnungen
Football League (Griechenland)
- Torschützenkönig: 2018/19